# ونتوریا (داکوتای شمالی)
ونتوریا(به انگلیسی: Venturia) شهری در ایالت داکوتای شمالی کشور ایالات متحده آمریکا است که جمعیت آن در سرشماری سال ۲۰۱۰ میلادی، ۱۰ نفر بوده‌است.